# Xenofonte Mercadante
Xenofonte Mercadante é um jurista brasileiro, deputado estadual constituinte (1947-1951), sub-relator da Comissão de Constituição e Justiça da Assembléia Constituinte Estadual de Minas Gerais e revisor ortográfico da Constituição do Estado de Minas Gerais de 1947. Pai do intelectual, pensador e intérprete do pensamento social Paulo Mercadante.